# Andreas Scheuer
Andreas Franz Scheuer, né le 26 septembre 1974, est un homme politique allemand.
Ministre des Transports au sein du gouvernement d'Angela Merkel, il est, selon les sondages, le membre du gouvernement le plus impopulaire en 2020.